# 查干脑尔
查干脑尔也作查干淖尔，是一个位于中国内蒙古自治区乌兰察布市四子王旗江岸苏木境内的内流湖，水面高程945米，水深7～8米，水面面积1.76平方千米，集水面积3637.17平方千米，水质咸。《中国湖泊志》在附录中记录的数据为湖长2.0千米，最大宽1.2千米，平均宽1.0千米，面积2.0平方千米。查干脑尔属于蒙新高原区。它的一级流域为内流区诸河，二级流域为内蒙古内流区。
在2021年四子王旗人民政府发布河湖管理范围划定成果的公告中，划定的查干淖尔（西）的管理范围边界线长度为7.4千米，面积2.53平方千米。